# 고무로 마코
고무로 마코(일본어: 小室眞子, 1991년 10월 23일 - )는 일본의 전 황족으로 아키시노노미야 후미히토와 기코의 큰딸이다. 아키히토의 첫 손녀이기도 하다. 여동생 가코와 남동생 히사히토가 있다. 사용하는 도장의 문양은 목향가시나무이다.
일본의 황족들이 주로 진학하는 사립학교인 가쿠슈인 유치원, 초등과, 여자 중등과, 여자 고등과를 모두 졸업했다. 그러나 2010년 고등과를 졸업한 후 대학교는 가쿠슈인 대학교로 가지 않고 국제 기독교 대학 교양학부로 진학했고, 국제 기독교 대학 재학 중 2012년 9월, 영국의 에든버러 대학교로 유학을 떠났다 돌아오기도 했다. 2014년 3월 국제 기독교 대학을 졸업했고, 졸업 후 공무에 힘쓰는 듯 했으나 그 해 9월 영국의 레스터 대학교의 대학원으로 진학하여 박물관학을 배우고 이듬해 10월 돌아왔다. 2016년 1월에 석사 학위를 받았다.

## 에피소드
매스컴을 피했던 사촌 동생 도시노미야 아이코와 달리 현 천황의 첫 손녀라고 해서 태어난 후 몇 년간 상당한 매스컴의 보도와 관심을 받았다. 미술, 고문서, 건축물 등에 관심이 많은 것으로 전해진다. 가쿠슈인 초등과를 졸업했을 때 제출한 작문에서는 일본의 유적지인 나라와 교토를 여행하고 나라조류연구소에서의 새에 대한 설명을 들으면서 느꼈던 전통 회화에 대한 깊은 애정을 드러냈다. 위의 작문에서 스스로를 직접 '마코 내친왕'이라고 칭해 강한 자의식을 나타내기도 했다.
한때 용모와 관련해 미소녀라는 평판이 높아 인터넷 상에 많은 팬들을 거느리기도 했다. 아버지 후미히토 친왕을 많이 닮았으며, 실제로도 아버지를 많이 따르고 있다고 한다. 공무를 갈 때도 대부분 아버지와 함께 가는 편이다. 고등학생 때는 첫 단독 공무를 수행하기도 했으며 대학생이 된 지금은 점점 더 단독 공무에 나서는 일이 많아지고 있다고 한다.
니코니코 동화, 유튜브 등에서 마코님 모에 등의 제목으로 동영상이 올라와 인기를 끈 일이 있다. 또한 그녀를 일본 애니메이션 풍으로 묘사한 노래 엎드려라 평민들아라는 노래는 57만회 이상 접속된 일이 있었다.
2015년 10월, 아버지 후미히토 친왕에게서 일본테니스협회 명예총재 자리를 물려받았다고 한다.
2017년 5월, 국제 기독교 대학(ICU)의 동급생이였던 고무로 게이(小室圭)와의 약혼식이 예정되었고 2018년에 결혼한다고 발표 하였으나 고무로가 포덤 대학교 법학대학원으로 유학가면서 2020년으로 연기하였으나 1년 더 늦춰져서 2021년 10월 26일, 고무로 게이와 결혼하였다. 이로서 마코는 신적강하되어 내친왕급의 신적강하는 고모 구로다 사야코의 혼인 이후로 16년만이다.